# Однажды у нас вырастут крылья
«Однажды у нас вырастут крылья» (исп. Alguna vez tendremos alas) — мексиканская теленовелла, производства Televisa. Вышла на экраны 6 января 1997 года. В России транслировалась на канале «ТВЦ» три раза (1997—1998, 2000—2001, 2002). В анонсах телеканала «ТВЦ» называлась одной из лучших мексиканских теленовелл в России.

## В ролях
- Умберто Сурита — Гильермо Ламас
- Кате дель Кастильо — Ана Эрнандес Лопес невеста
- Кэти Барбери — Исабель Ламас, жена Гильермо
- Синтия Клитбо — Росаура Онтиверос
- Рене Стриклер — Начо Нахера возлюбленный Аны
- Эухения Каудуро — Магдалена Аредон бывшая невеста Гильермо
- Саграрио Баэна — Артенсия Аредон ее сестра
- Сильвия Марискаль — Сильвия Нахера сестра Начо
- Давид Ренкорет — Эрменохильдо Аредон
- Альберто Эстрелья — Родольфо Санчес/Марио Гарсия Суарес
- Алехандра Пениче — Йоланда Лопес его жена, мать Аны
- Эдгар Вивар — Себастьян Медина
- Ана Карла Кехель — Алехандра Ламас, маленькая дочь Гильермо
- Элена Паола Кехель — Алехандра Ламас, маленькая дочь Гильермо
- Мария Прадо — Матильда
- Марианна Габриэла — Мария Эрнандес Лопес средняя сестра Аны
- Бетина Саде — Луиса Эрнандес Лопес младшая сестра Аны
- Луис Кутюрье — Густаво Нахера брат Начо
- Анабель Гутьеррес — Бернардита
- Хеновева Перес — Мерседес
- Хосе Антонио Эстрада — Никанор
- Давид Остроски — Рикардо Агилера
- Хусто Мартинес — падре Мигель молодой священник
- Оскар Бонфильо — падре Томас старый священник
- Альфредо Адаме — Карлос Аугусто
- Маиколь Сегура — Пепин
- Саид Мануэль Хименес — Мишуте
- Мигель Сантана (Серхио Мигель) — «Пингвинчик», карлик
- Виктор Лопес — Хуанчо
- Маргарита Исабель — Вероника дель Омо
- Андреа Сисньега — Андреа
- Рауль Буэнфиль — Грегорио Луке
- Антонио Мигель — Артуро Нери
- Адриана Барраса — Клара Домингес, медсестра, злодейка
- Хоэль Нуньес — Габриэль Оруэтто
- Ивон Монтеро — Алисия
- Марикармен Вела — Тереса
- Артуро Паулет — Хавьер Лосано
- Йула Посо — Хосефина
- Лили Инклан — Торнера
- Хосефина Эчанове — мачеха Гильермо
- Родольфо Велес — Фуфуруфу
- Рамиро Орси — Криспин Мансера
- Марио Прудом — Матиас
- Ана Лаевска — русская скрипачка